# Partido Nacional Independiente (Uruguay)
El Partido Nacional Independiente (también conocido como Nacionalismo Independiente) fue un partido político uruguayo de singular gravitación en la vida política del país a mediados del siglo XX. 

## Orígenes
Surgió de una escisión del Partido Nacional. En 1931 una serie de tensiones internas dentro del Partido Nacional derivó en la separación de un sector principista opuesto a Luis Alberto de Herrera. Poco después de la separación el respaldo de Herrera a la dictadura de Terra ahondó las distancias entre ambos grupos políticos.
Entre los fundadores del Partido Nacional Independiente se contaban figuras como Martín C. Martínez (quien tuviera destacada actuación en el Partido Constitucional a fines del siglo XIX), Arturo Lussich y Leonel Aguirre, Washington Beltrán, Javier Barrios Amorín, Alfredo García Morales, Pantaleón Astiazarán, Juan Andrés Ramírez y Asdrúbal Delgado.
Mientras duró esta división, tanto el Herrerismo como el Partido Nacional Independiente clamaron ser "los blancos auténticos", e insistían en que había "un solo Partido Nacional". Pero en virtud del régimen electoral uruguayo, la escisión de este partido significó en la práctica mantener fuera del poder a los nacionalistas, pues su votación se dividía en dos partidos separados.
Tuvieron por candidatos a la Presidencia a Martín C. Martínez (1942), Alfredo García Morales (1946), Pantaleón Astiazarán, Asdrúbal Delgado (1950) y Arturo Lussich (primer candidato al Consejo Nacional de Gobierno en 1954).

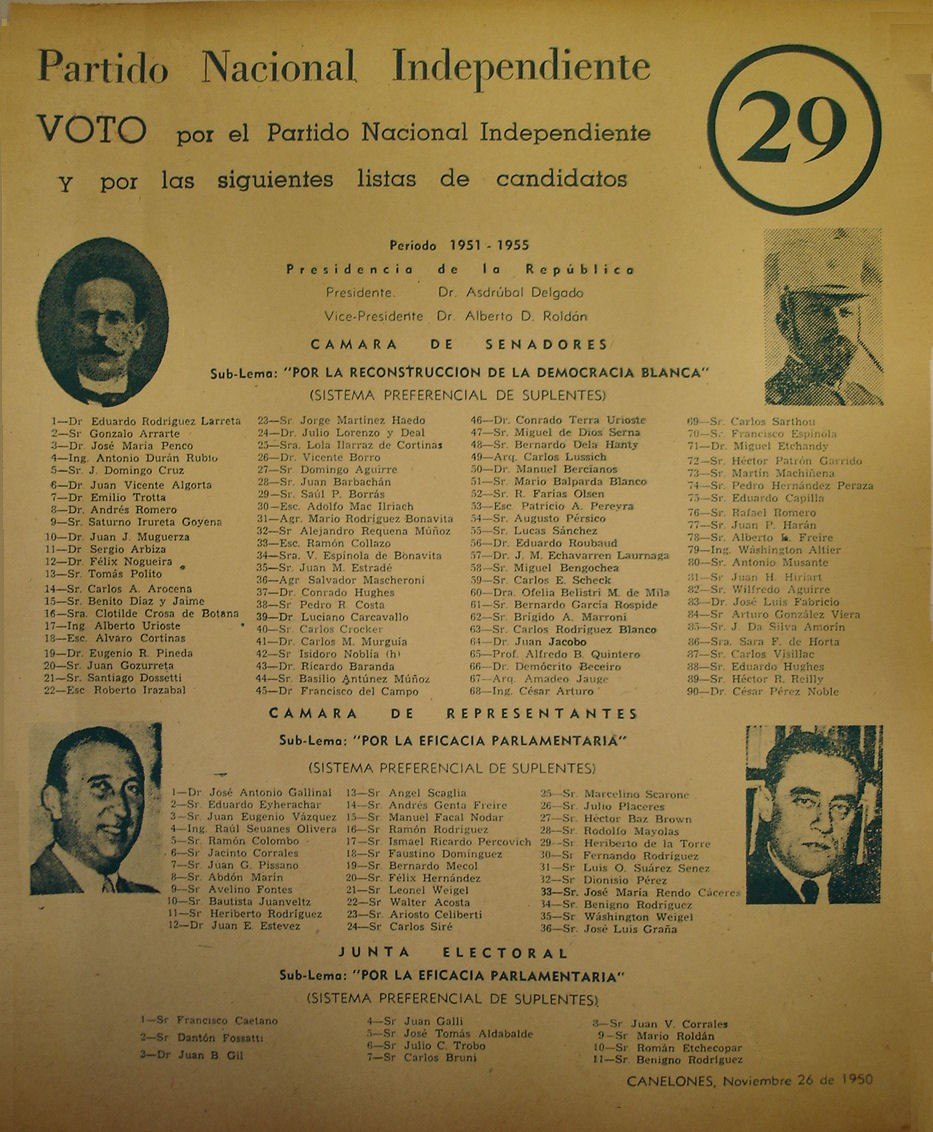
Lista usada en el departamento de Canelones perteneciente al Partido Nacional Independiente para las elecciones generales de 1950.

## Reunificación
Poco antes de las elecciones de 1954, el grupo Reconstrucción Blanca integrado por Washington Beltrán retornó al Partido Nacional.
A fines de 1955 hubo intensas negociaciones con el Movimiento Popular Nacionalista en procura del retorno del Nacionalismo Independiente al seno del viejo Partido Nacional. En 1956, el congreso del Nacionalismo Independiente discutió esta moción. Se formaron dos bandos: uno pro-unión, liderado por Arturo Lussich, y otro anti-unión, liderado por Javier Barrios Amorín. Finalmente prevaleció el primero. En 1956, el Nacionalismo Independiente junto con Reconstrucción Blanca y el Movimiento Popular Nacionalista de Daniel Fernández Crespo, forman la Unión Blanca Democrática.
Esto, en noviembre de 1958 les valió la victoria electoral por primera vez en 93 años.

## Antecedentes
La escisión del Nacionalismo Independiente no fue la primera que sufrió el Partido Nacional. 
En 1925, con vistas a las elecciones de 1926, Lorenzo Carnelli fundó el Partido Blanco Radical. Este partido político se separó del Partido Nacional tras diferencias ideológicas con Luis Alberto de Herrera. Carnelli tenía tendencias socialistas y progresistas para la época, con similitud al Batllismo. En las elecciones de 1926 el Partido Blanco Radical obtuvo el 1,22% de los votos. El Partido Radical existió hasta 1933.
Otro ejemplo de escisión blanca fue en 1938 en Cerro Largo, donde se formó el lema "Concentración Patriótica Cándida Díaz de Saravia"; el resultado de la división del voto nacionalista, fue que, por única vez en el siglo XX, el Partido Colorado ganó las elecciones municipales en Cerro Largo.